# 알게마이네 차이퉁
알게마이네 차이퉁(Allgemeine Zeitung)은 19세기 전반 독일의 주요 정치 일간지였다. 이 신문은 최초의 세계적 수준의 독일어 신문이자 해외 독일 언론의 상징으로 널리 인정받았다.
알게마이네 차이퉁(lit. '종합 신문')은 1798년 요한 프리드리히 코타가 튀빙겐에서 창간했다. 프리드리히 실러와 요한 볼프강 폰 괴테의 작품이 이 신문에 실렸다.
1803년 이후 이 신문은 슈투트가르트에서 발행되었다. 1807년부터 1882년까지는 아우크스부르크에서 발행되었다.

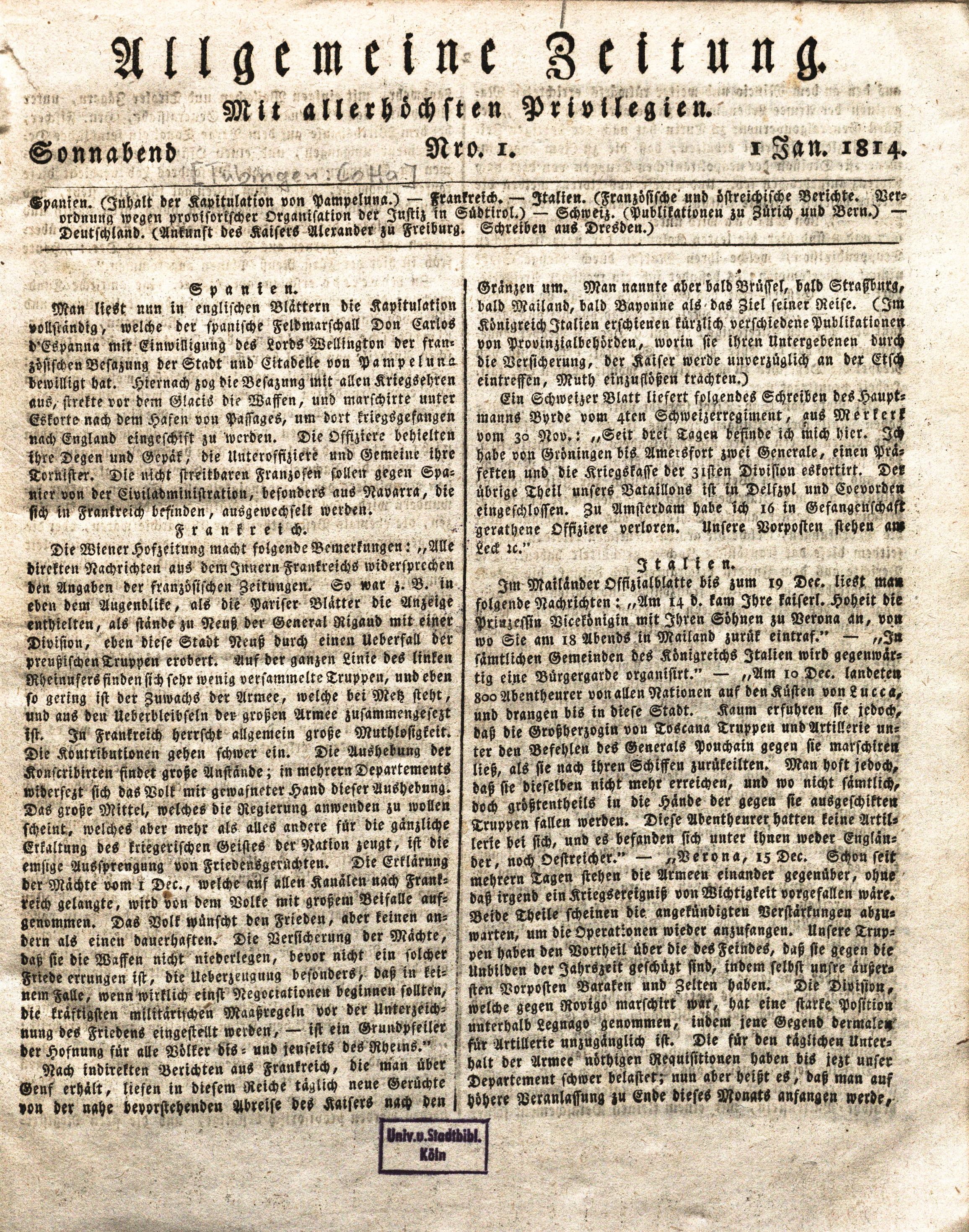
1814년 1월 1일자 알게마이네 차이퉁 (1면)

하인리히 하이네는 이 신문의 주요 기고자였다. 1831년부터 그는 음악과 회화에 대한 보고서를 작성했고 이 신문의 파리 특파원이 되었다. 그는 프랑스의 생활 방식뿐만 아니라 루이 필리프와 독일 정치에 대한 기사도 썼다.
1882년, 알게마이네 차이퉁은 뮌헨으로 이전했다. 이 신문은 1929년 7월 29일에 발행을 중단했다.
이 주요 신문의 전통은 아우크스부르거 알게마이네 차이퉁, 프랑크푸르터 알게마이네 차이퉁 및 마인츠에서 편집되는 알게마이네 차이퉁에 의해 여전히 유지되고 있다.

## 편집장
- 에른스트 루트비히 포셀트 (1798)
- 루트비히 페르디난트 후버 (1798년 9월 9일 ~ 1804년)
- 카를 요제프 슈테크만 (1804년–1837년)
- 구스타프 콜프 (1828년–1865년)
- 오토 브라운 (1869년–1889년)

알게마이네 차이퉁의 작가로는 루트비히 뵈르네, 카를 루트비히 페르노프, 카를 구츠코프, 페르디난트 그레고르비우스, 크리스티안 프리드리히 헤벨, 하인리히 하이네, 야콥 필립 팔메라이어, 프리드리히 리스트, 알프레트 폰 로몽, 아우구스트 슐라이허, 프리드리히 요한 로렌츠 마이어, 프리츠 아네케 및 마틸데 프란치스카 아네케 등이 있었다.